# Sulgen
Sulgen es una comuna suiza del cantón de Turgovia, situada en el distrito de Weinfelden. Limita al noreste con la comuna de Bürglen, al este con Erlen, al sureste con Hohentannen, al sur con Kradolf-Schönenberg, y al oeste y noroeste con Birwinken.
Hasta el 31 de diciembre de 2010 situada en el distrito de Bischofszell.

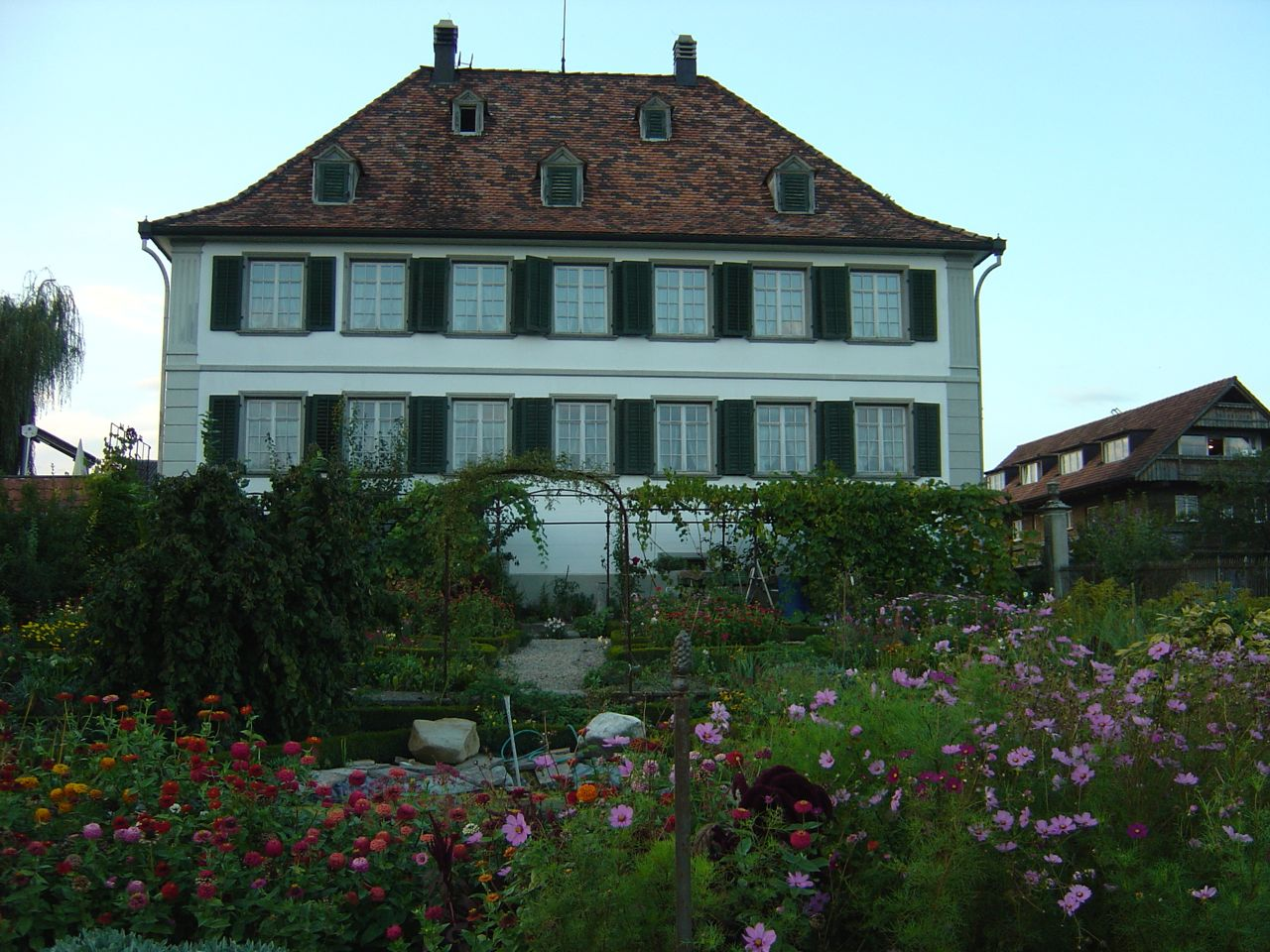
Old House in Hessenreuti/Sulgen

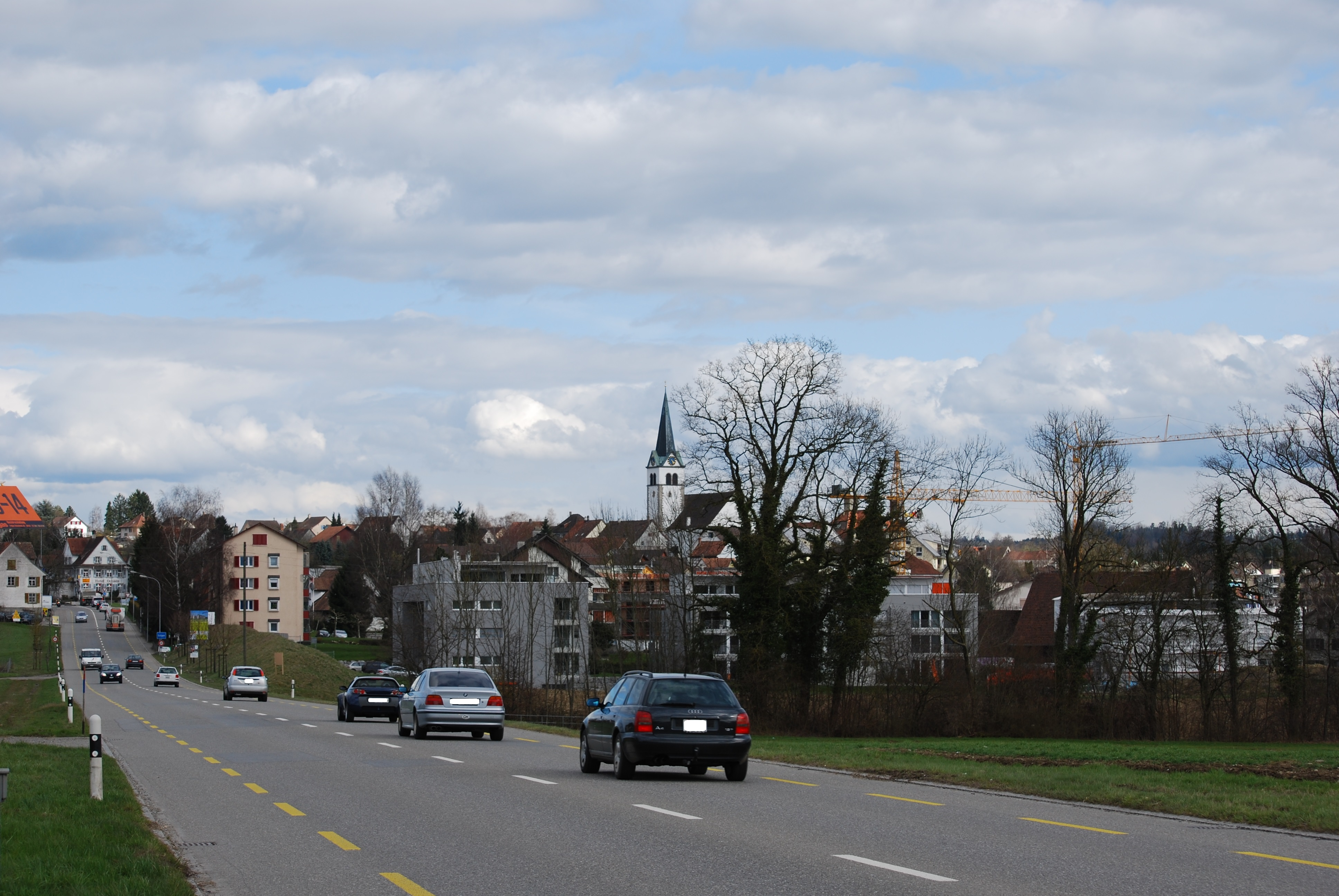
Sulgen

## Transportes
Ferrocarril
En la comuna existe una estación ferroviaria en la que efectúan parada trenes de larga distancia, y también trenes de cercanías pertenecientes a las redes S-Bahn Zúrich y S-Bahn San Galo, al ser un punto de confluencia de varias líneas de ambas redes.